# کبوترخان
کبوترخان یک روستا در ایران است که در دهستان قهاب رستاق واقع شده‌است.
اهالی این روستا از طریق پسته کاری و سیفی کاری امرار معاش میکنند.
این روستا یک قبرستان قدیمی، چندین مزرعه و موتور اب دارد.
این روستا از قدیمی ترین روستاهای منطقه میباشد 
در حال حاضر مالک باغات پسته در این روستا خانواده های سهمی و عزآبادی فلاحتی نژاد. خلیل نژادی.صرفی، پریمی،سلاحی
یک بنای باستانی چند صد ساله در روستاست که به احتمال قوی در زمانهای پیشین کبوترخانه بوده،
در اطراف روستا نشانه هایی از چند کاروانسرای خشتی خراب شده مشهود است. که نشانگر مرکزیت این روستا در زمان اشکانیان میباشد